# Сен-Венсан-де-Дюрфор
Сен-Венса́н-де-Дюрфо́р (фр. Saint-Vincent-de-Durfort, окс. Sant Vincent de Durfort) — коммуна во Франции, находится в регионе Рона — Альпы. Департамент коммуны — Ардеш. Входит в состав кантона Прива. Округ коммуны — Прива.
Код INSEE коммуны 07303.
Название Сен-Венсан происходит от святого покровителя виноделов. Деревня Сен-Венсан-де-Дюрфор расположена на холме с видом на долину Эйрьё.

## Население
Население коммуны на 2008 год составляло 222 человека.
| 1962 | 1968 | 1975 | 1982 | 1990 | 1999 | 2008 |
| ---- | ---- | ---- | ---- | ---- | ---- | ---- |
| 148  | 189  | 159  | 141  | 163  | 213  | 222  |

## Экономика
В 2007 году среди 121 человека в трудоспособном возрасте (15-64 лет) 78 были экономически активными, 43 — неактивными (показатель активности — 64,5 %, в 1999 году было 68,0 %). Из 78 активных работали 71 человек (36 мужчин и 35 женщин), безработных было 7 (5 мужчин и 2 женщины). Среди 43 неактивных 12 человек были учениками или студентами, 17 — пенсионерами, 14 были неактивными по другим причинам.

## Достопримечательности
- Церковь XIII или XIV века. В ней устраивают выставки работ местных художников
- Руины замка

## Фотогалерея
- Долина Эйрьё
- Церковь
- Сен-Венсан-де-Дюрфор
- Карта коммуны

>